# Lengupá
Lengupá je rijeka u Kolumbiji, pritoka rijeke Upía. Pripada porječju rijeke Orinoco.